# See No Evil (película de 1971)
See No Evil (en Estados Unidos) o Terror ciego (en España y Latinoamérica) es una película del género de thriller-terror-suspenso estadounidense estrenada el 2 de septiembre de 1971, dirigida por Richard Fleischer y protagonizada por Mia Farrow, Dorothy Alison y Robin Bailey. La película fue nominada a  un Premio Edgar a Mejor Guion Cinematográfico.

## Sinopsis
Sarah es una joven ciega que ha regresado a su hogar, una casa de campo en la que todos los ocupantes fueron misteriosamente asesinados. Esa misma noche, su tío sufre un pequeño altercado con un joven; un psicópata sediento de venganza. Sin saberlo, duerme de la noche a la mañana, en una casa llena de cadáveres, y se levanta a la mañana siguiente de manera silenciosa, con el fin de no despertar a los demás miembros de la casa.

## Elenco[2]
- Mia Farrow como Sarah.
- Dorothy Alison como Betty Rexton.
- Robin Bailey como George Rexton.
- Diane Grayson como Sandy Rexton.
- Brian Rawlinson como Barker.
- Norman Eshley como Steve Reding.
- Paul Nicholas como Jacko.
- Christopher Matthews como Frost.
- Max Faulkner como Amigo de Steve 1.
- Scott Fredericks como Amigo de Steve 2.
- Reg Harding como Amigo de Steve 3.
- Lila Kaye como Madre gitana.
- Barrie Houghton como Jack.
- Michael Elphick como Tom.
- Donald Bisset como Doctor.